# سبيكة فيلد
سبيكة فيلد (Field's alloy) أو معدن فيلد هي سبيكة سهلة الانصهار تصبح سائلة عند حوالي 62 °س. وهي سبيكة أصهرية تتركب من الإثمد (32.5%) والإنديوم (51%) و القصدير (16.5%).
سميت السبيكة على اسم مكتشفها سايمون كويلين فيلد Simon Quellen Field.
يمكن أن تنصهر سبيكة فيلد بعد تحضيرها في الماء الساخن. ولكن مع وجوب الانتباه إلى تجنب تماس الجلد بها في الحالة السائلة، حيث يمكن أن تسبب حروق من الدرجة الثالثة بشكل سريع.
يعد سعر سبيكة فيلد مرتفعاً نسبياً، وذلك لارتفاع ثمن الإنديوم، والذي يشكل أكثر من نصف كتلتها. ولكن ما يميزها هو خلوها من الفلزات السامة مثل الكادميوم أو الرصاص.

## اقرأ أيضاً
- سبيكة وود
- سبيكة روز
- غالينستان